# ستيوارت روبرتسون (لاعب كريكت)
ستيوارت روبرتسون (بالإنجليزية: Stuart Robertson)‏ (1 مايو 1947 - ) هو لاعب كريكت جنوب أفريقي.